# Kjell Dahlin
Pour les articles homonymes, voir Dahlin.
Kjell Dahlin (né le 2 mars 1963 à Timrå en Suède) est un joueur suédois professionnel de hockey sur glace ayant joué dans la Ligue nationale de hockey (LNH).

## Ligue nationale de hockey
Dahlin a été repêché par les Canadiens de Montréal en 1981 en quatrième ronde, 82e au total. Dahlin a joué en Suède jusqu'en 1985, année où il a joint les Canadiens.
À sa première saison dans la LNH, il a joué 77 matchs et a marqué 32 buts et 39 aides pour un total de 71 points, égalant le record d'équipe pour le nombre de points par une recrue qu'avait déjà réalisé son coéquipier Mats Näslund. La même année, Kjell Dahlin a remporté la Coupe Stanley de 1986 avec les Canadiens. Malgré l'excellent total de points marqués par Dahlin en saison régulière, il a été limité à seulement 2 buts et 3 aides pendant les séries éliminatoires.
Durant sa deuxième saison, les blessures l'ont limité à jouer 41 matchs et son total de points est descendu à 20. En 1987, la troisième saison de Kjell, les blessures l'ont encore limité; il a seulement joué 48 matchs et récolté 25 points.

## De retour en Suède
À cause de sa malchance concernant les blessures, Dahlin a opté pour retourner en Suède durant la saison 1988-1989. Il a rejoint le Färjestads BK, le club de la ligue élite suédoise avec lequel il a joué trois saisons avant de rejoindre Montréal. Dahlin a joué six saisons avec eux avant de prendre sa retraite en 1994.

## Statistiques
Pour les significations des abréviations, voir Statistiques du hockey sur glace.
| Saison     | Équipe                | Ligue      |     | Saison régulière | Saison régulière | Saison régulière | Saison régulière | Saison régulière |   | Séries éliminatoires | Séries éliminatoires | Séries éliminatoires | Séries éliminatoires | Séries éliminatoires |
| Saison     | Équipe                | Ligue      | PJ  | B                | A                | Pts              | Pun              | PJ               | B | A                    | Pts                  | Pun                  |                      |                      |
| 1981-1982  | Timra IK              | Elitserien | 36  | 16               | 7                | 23               | 14               |                  |   |                      |                      |                      |                      |                      |
| 1985-1986  | Canadiens de Montréal | LNH        | 77  | 32               | 39               | 71               | 4                | 16               | 2 | 3                    | 5                    | 4                    |                      |                      |
| 1986-1987  | Canadiens de Montréal | LNH        | 41  | 12               | 8                | 20               | 0                | 8                | 2 | 4                    | 6                    | 0                    |                      |                      |
| 1987-1988  | Canadiens de Montréal | LNH        | 48  | 13               | 12               | 25               | 6                | 11               | 2 | 4                    | 6                    | 2                    |                      |                      |
| 1988-1989  | Färjestads BK         | Elitserien | 37  | 23               | 20               | 43               | 24               |                  |   |                      |                      |                      |                      |                      |
| 1989-1990  | Färjestads BK         | Elitserien | 30  | 26               | 12               | 38               | 10               | 10               | 4 | 5                    | 9                    | 6                    |                      |                      |
| 1990-1991  | Färjestads BK         | Elitserien | 31  | 9                | 8                | 17               | 14               |                  |   |                      |                      |                      |                      |                      |
| 1991-1992  | Färjestads BK         | Elitserien | 25  | 6                | 10               | 16               | 6                |                  |   |                      |                      |                      |                      |                      |
| 1992-1993  | Färjestads BK         | Elitserien | 36  | 4                | 8                | 12               | 4                |                  |   |                      |                      |                      |                      |                      |
| 1993-1994  | Färjestads BK         | Elitserien | 16  | 0                | 1                | 1                | 0                |                  |   |                      |                      |                      |                      |                      |
| Totaux LNH | Totaux LNH            | Totaux LNH | 166 | 57               | 59               | 116              | 10               | 35               | 6 | 11                   | 17                   | 6                    |                      |                      |